# Hydrema
Компанія Hydrema — данський виробник землерийної техніки, заснований у 1959 році в місті Стеврінг. Вона спеціалізується на виготовленні високоякісних машин і обладнання для проведення земляних робіт. У її асортимент входять самоскиди, екскаватори-навантажувачі, колісні екскаватори, а також спеціальні моделі для роботи на залізниці — два колісні екскаватори та один самоскид. Починаючи з 1996 року, компанія також займається виробництвом техніки для розмінування.
Головний офіс і велика частина виробництва Hydrema розташовані в місті Стеврінг, Данія. Додатковий виробничий майданчик функціонує у Веймарі, Німеччина. Компанія має розгалужену мережу торгово-сервісних центрів у Данії, Німеччині, Норвегії, Швеції, Франції, Великій Британії, США, а також офіційних дилерів у 18 інших країнах.

## Історія
У 1959 році Аксель К'єд та К'єльд В. Єнсен заснували компанію «Kyed and Werner Jensen», яка займалась двома основними напрямками — централізованим теплопостачанням та виготовленням гідравлічного землерийного обладнання.
У 1960 році партнери розділили бізнес, і К'єльд В. Єнсен створив компанію Hydrema, яка на той час мала штаб-квартиру в місті Ольборг.
Вже у 1962 році підприємство переїхало до Штеврінга. Тоді штат компанії налічував 15 працівників, а площа виробничих приміщень складала лише 320 м².
У наступні роки компанія активно розширювала свою присутність за кордоном: дочірні підприємства було відкрито в Норвегії (1971), Швеції (1979), Західній Німеччині (1981), Великій Британії (1985) та Франції (1988). Продукцію Hydrema почали імпортувати такі країни, як США, Австралія та Польща. З 1997 року додаткові потужності були введені в експлуатацію також у Німеччині.
У 1980 році Hydrema розпочала повноцінне виробництво власних машин з нуля. Першою стала серія Hydrema 800 — нове покоління екскаваторів-навантажувачів, повністю розроблених і виготовлених компанією, за винятком двигунів виробництва Perkins Engines (Велика Британія).
Сьогодні більшість техніки комплектується двигунами Cummins. До 1980 року компанія використовувала трактори від таких брендів, як Volvo, на які встановлювалося власне гідравлічне обладнання.
У 1983 році компанія Hydrema розпочала виготовлення власних самоскидів, а вже наприкінці 1980-х розширила асортимент, додавши до нього мобільні будівельні крани.
У 1990 році на зміну серії Hydrema 800 прийшла оновлена серія 900, яка відзначалась новим шасі, посиленими мостами та вдосконаленим екскаватором-навантажувачем.
У 1996 році компанія презентувала нову розмінувальну машину Hydrema MCV 910, здатну ефективно та безпечно очищати великі площі від мін у короткі терміни.
Наступного року, у 1997-му, Hydrema придбала німецьку компанію Weimar-Werk Baumaschinen, що дозволило розширити виробничі потужності. У місті Штеврінг площа виробничих і адміністративних приміщень сягала близько 16 500 м², тоді як у Ваймарі — 20 000 м².
У 1998 році Hydrema представила інноваційний багатоцільовий транспортний засіб MPV 900, який міг змінювати оснащення — наприклад, працювати з телескопічною стрілою чи копальнею.
У 2004 році розмінувальну машину Hydrema MCV було застосовано індійськими збройними силами для тестових операцій із нейтралізації протипіхотних і протитанкових мін з вибуховою масою до 10 кг.
У 2006 році компанія розширила свою присутність в оборонному секторі, уклавши контракт на зустрічні закупівлі зі шведською компанією Hägglunds (частина BAE Systems). Згідно з угодою, Hydrema виготовила, змонтувала та інтегрувала 45 башт для бойових машин піхоти CV90, призначених для данської армії.